# Elassóna
Elassóna (grec moderne : Ελασσώνα) est un dème en Thessalie, Grèce.
C'est le siège de la Métropole d'Élasson, seul évêché de Thessalie à appartenir au Patriarcat œcuménique de Constantinople.

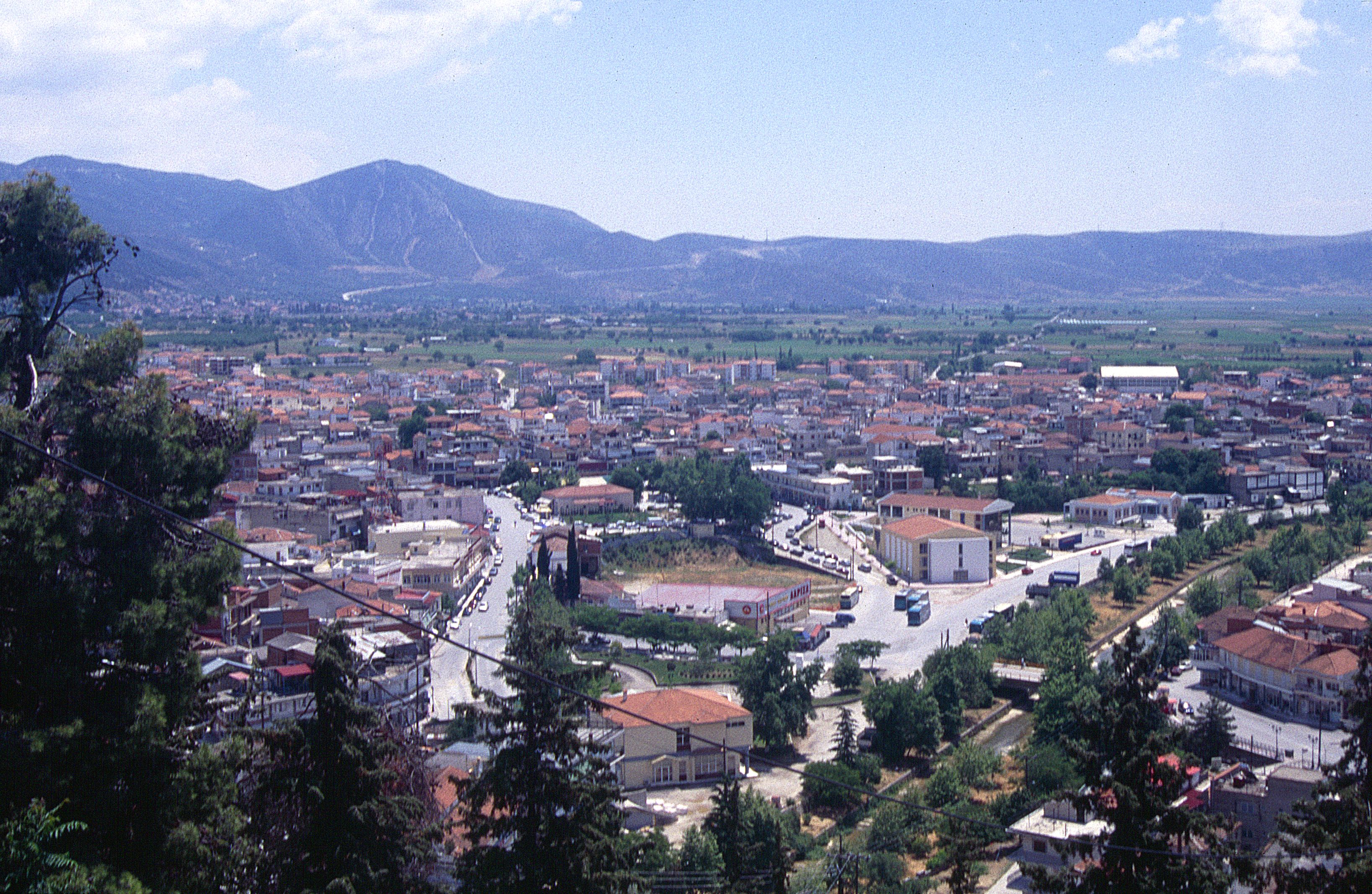
Vue d'ensemble d'Elassona